# Sony Mobile Communications
A Sony Mobile Communications Inc. (ou simplesmente Sony Mobile) é uma empresa  japonesa subsidiária integral da Sony com sede em Tóquio, Japão, estabelecida em 3 de outubro de 2001 pela empresa japonesa de bens eletrônicos Sony Corporation e a empresa sueca do ramo de telecomunicações Telefonaktiebolaget L. M. Ericsson para fabricar aparelhos de telefone celular. Ambas as companhias param de produzir seus próprios aparelhos. A motivação para esta fusão foi combinar a excelência da Sony no mercado de bens de consumo eletrônicos com a liderança tecnológica da Ericsson no setor de Telecomunicações.

## Desempenho recente
Embora a Sony Mobile tenha desfrutado de um crescimento recente, a sua rival sul-coreana LG Eletronics conseguiu melhores resultados de vendas ultrapassando a empresa no primeiro semestre de 2008 devido a queda de 43% dos lucros da empresa (cerca de € 133 milhões), a queda de 8% de vendas e a queda da quota no mercado de 9,4% para 7,9%. Para se recuperar, a Sony Ericsson será obrigada a cortar pelo menos 2,000 empregos. A empresa declínou durante quase todo o ano de 2008, a exemplo de outras empresas de comunicação, como a Motorola, que também teve constante queda de lucros.

## História

### Problemas iniciais
Não tendo um início muito lucrativo,a Ericson ameaçou desfazer a Joint-Venture com a Sony, se os resultados continuassem desapontando a companhia.
Porém, em Janeiro de 2003, as duas empresas resolveram injetar dinheiro na Joint-Venture. Sua principal estratégia era fazer telefones com tecnologia de câmera e som digital, para tentar agradar os consumidores. Foram lançados diversos modelos com Câmera digital, capazes de reproduzir videos em alta definição.
Porém, esta estratégia falhou, e a empresa continuou tendo resultados anuais negativos cada vez maiores.

### Reviravolta

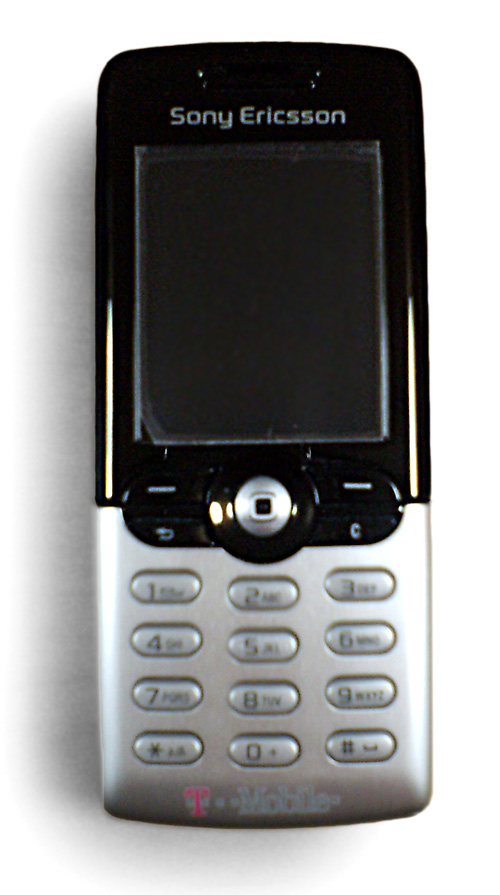
Sony Ericsson T610 de 2003.

Em junho de 2003, a Sony Ericsson anunciou  a parada na produção de celulares com tecnologia CDMA para o mercado dos Estados Unidos e passou a se focar em celulares com tecnologia GSM. A empresa começou a se recuperar com o lançamento do telefone celular T610, um sucesso de vendas que ajudou a recuperar a empresa da situação desfavorável.
Em 2004, a Sony Ericsson aumentou sua participação no mercado de 5.6% no primeiro semestre para 7% no segundo semestre.

#### Sucesso da Linha Walkman

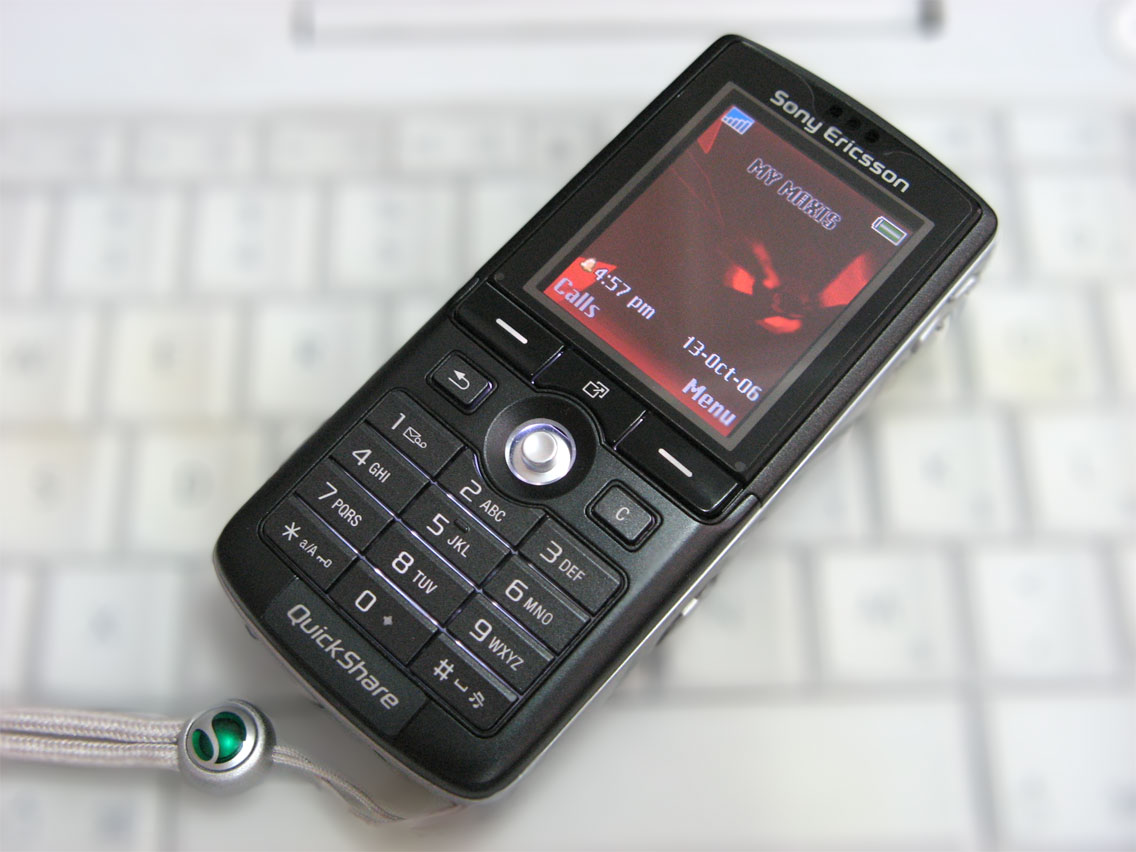
Sony Ericsson K750 de 2005.

Em março de 2005, a Sony Ericsson apresentou seu primeiro celular da linha Walkman, após o K750i: O W800i, que foi um sucesso de vendas, capaz de armazenar 30 horas de música. Depois foram lançados outros telefones da mesma linha, como o W580, lançado em 2007, que é um dos telefones mais vendidos da Sony Ericsson. Também foram lançados telefones da linha Walkman de baixo custo, como o W200i, o mais simples e mais barato da linha.

#### Linha Cyber Shot

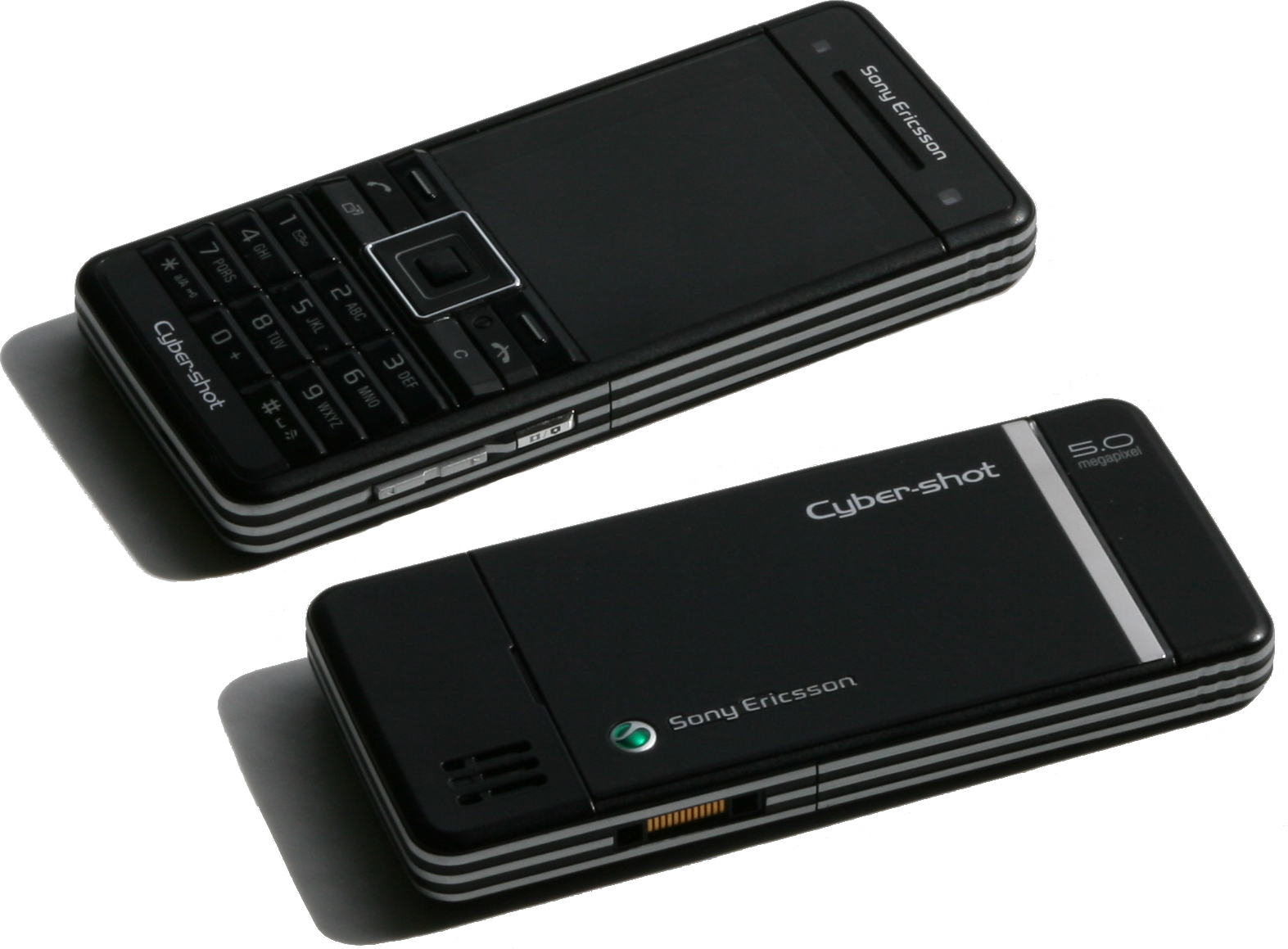
Sony Ericsson C902 de 2008.

O primeiro telefone celular da linha Cyber-shot, destinada a fotos de alta definição, foi o K750, lançado em 2005. Depois, foi lançado o K790i, com uma câmera de 3.2 megapixels em meados de 2007, e o K850i, no início de 2008, com uma câmera de 5 megapixels, mas logo depois vieram os celulares C902 e C905 que fizeram o maior sucesso no final de 2008. A linha Cyber Shot é a segunda mais vendida da Sony Ericsson.

### Situação atual
Em Janeiro de 2009, a Sony Ericsson anunciou queda significativa nas vendas, e um prejuízo de 73 milhões de euros.
A empresa anunciou também que vai cortar custos para 2009. A empresa também teve sua participação no mercado reduzida 7% em 2008.
A empresa sueca Ericsson, responsável por 50% da Sony ericsson também anunciou queda nos lucros e disse que vai cortar vários postos de trabalho em 2009.
A Sony também vai cortar empregos. A empresa anunciou que vai ter prejuízo no quarto trimestre de 2008 e que vai cortar custos para 2009.

## Produtos

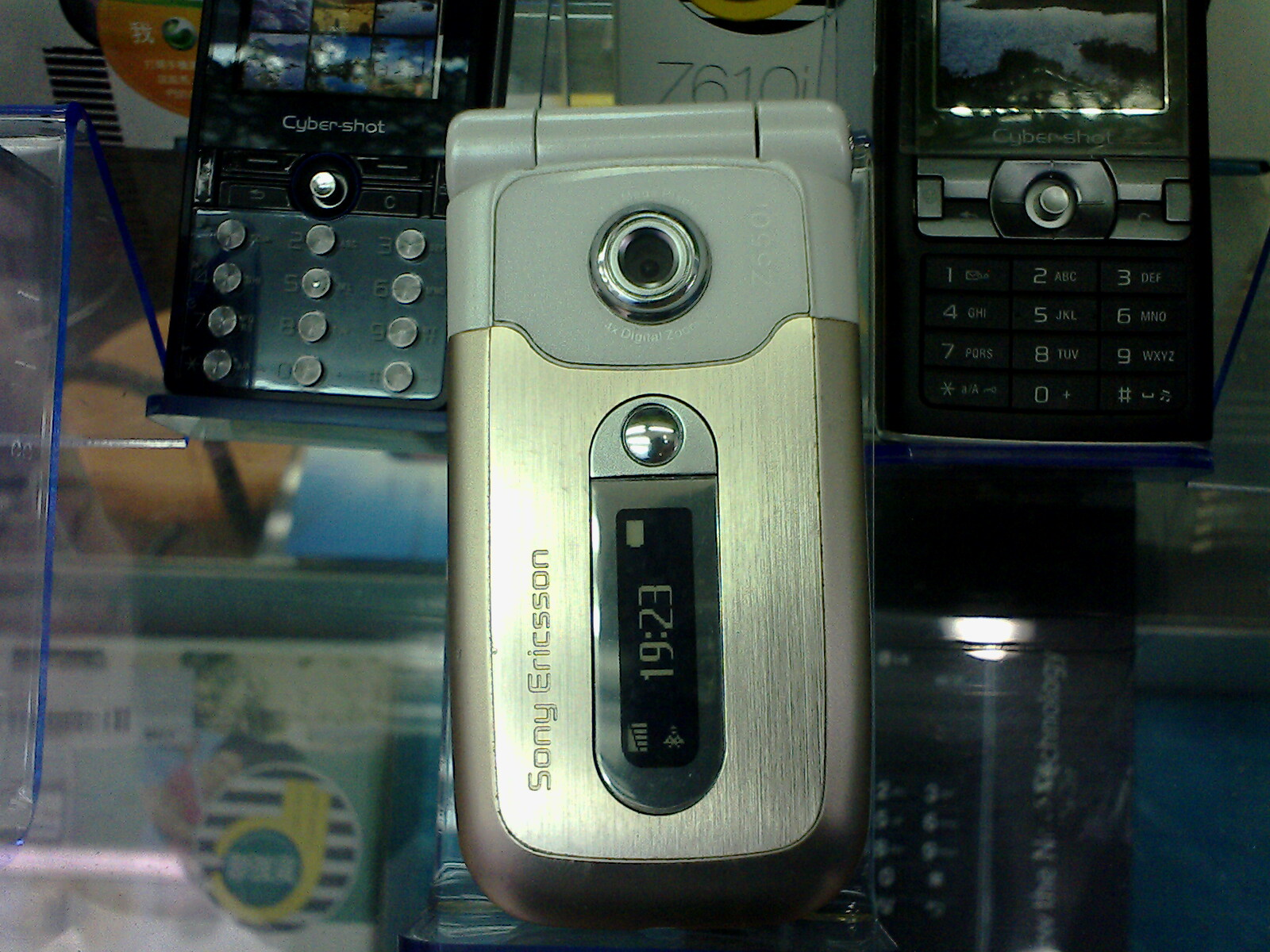
Sony Ericsson Z550i.

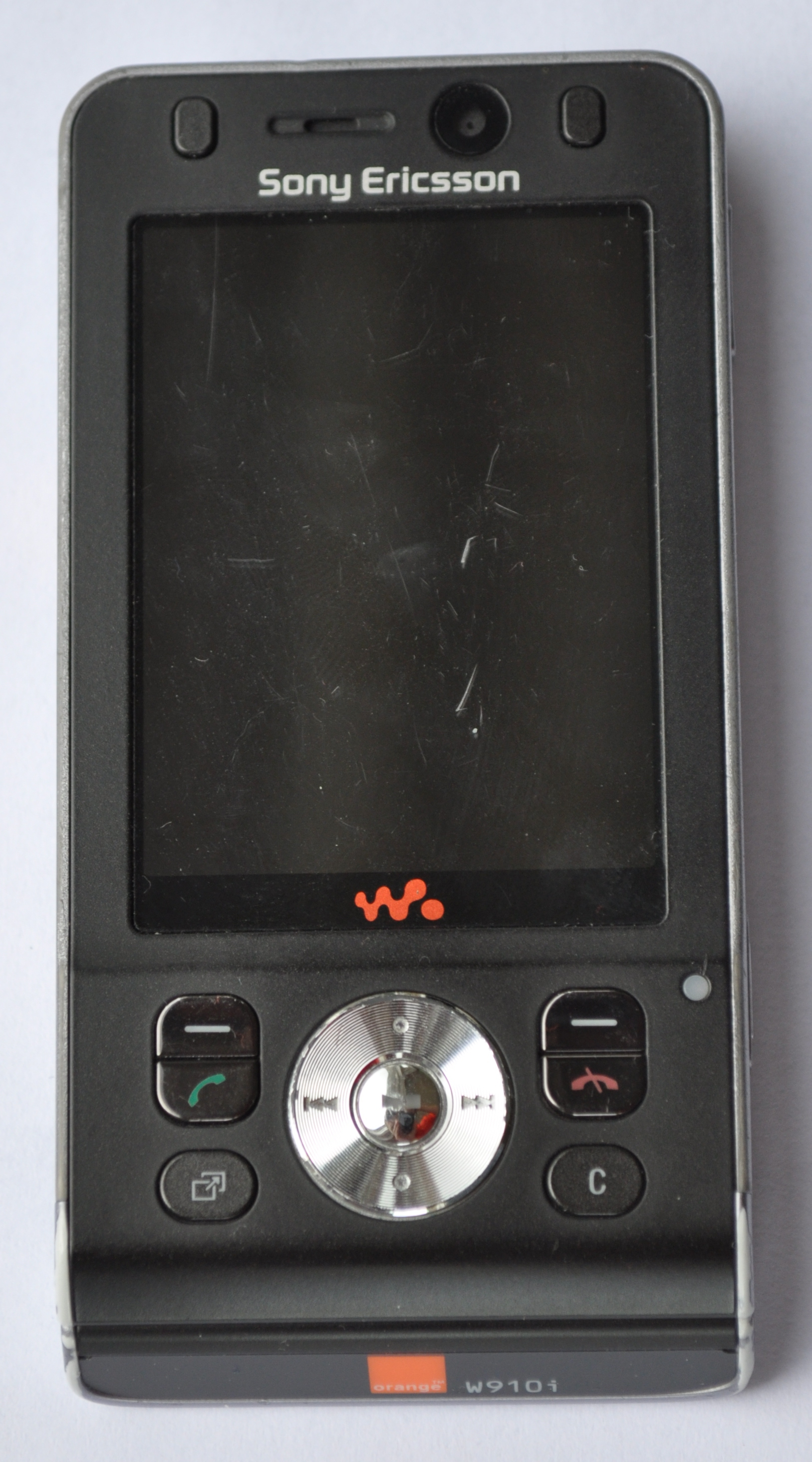
Sony Ericsson W910i.

A Sony Ericsson anunciou seus primeiros produtos em Março de 2002 e agora tem um portfolio completo que cobre todos os públicos alvo. A empresa lançou a linha W-series de telefones-walkman em 2005 (atualmente conta com trinta e três modelos, W200, W205, W300, W302, W330, W350, W380,W395, W508, W550, W580, W595, W600, W610, W660, W700, W705, W710, W715, W760, W800, W810, W830, W850, W880, W888, W890, W900, W902, W910, W950, W960, W980 e W995). A linha W-series da Sony Ericsson é notável por ser a primeira linha de telemóveis voltados para a música, apelando não só para o mercado de telemóveis mas também para o de música portátil, que vem crescendo nos últimos anos. A Sony Ericsson também começou a incorporar a linha Sony Cybershot de câmeras digitais aos seus novos modelos em 2006 com a introdução dos telemóveis K790/K800, com câmeras de 3.2 megapixel. Outro aparelho que leva a marca Cybershot é o K550i. Em Outubro de 2007, a Sony Ericsson lançou mundialmente o K850i que tem 5 megapixels de resolução máxima de câmara, tornando-o forte concorrente do N95. Existe também a linha Z-series (Z250, Z300, Z310, z320, Z520, Z530, Z550, Z555, Z558, Z610, Z710 e Z750), a linha R-series (R303 e R306 que são alguns exemplos) com rádios nas frequências AM e FM, modelos que possuem câmera digital integrada, reprodução de MP3, interface Bluetooth, infravermelho e slot para expansão de memória.

## Smartphone

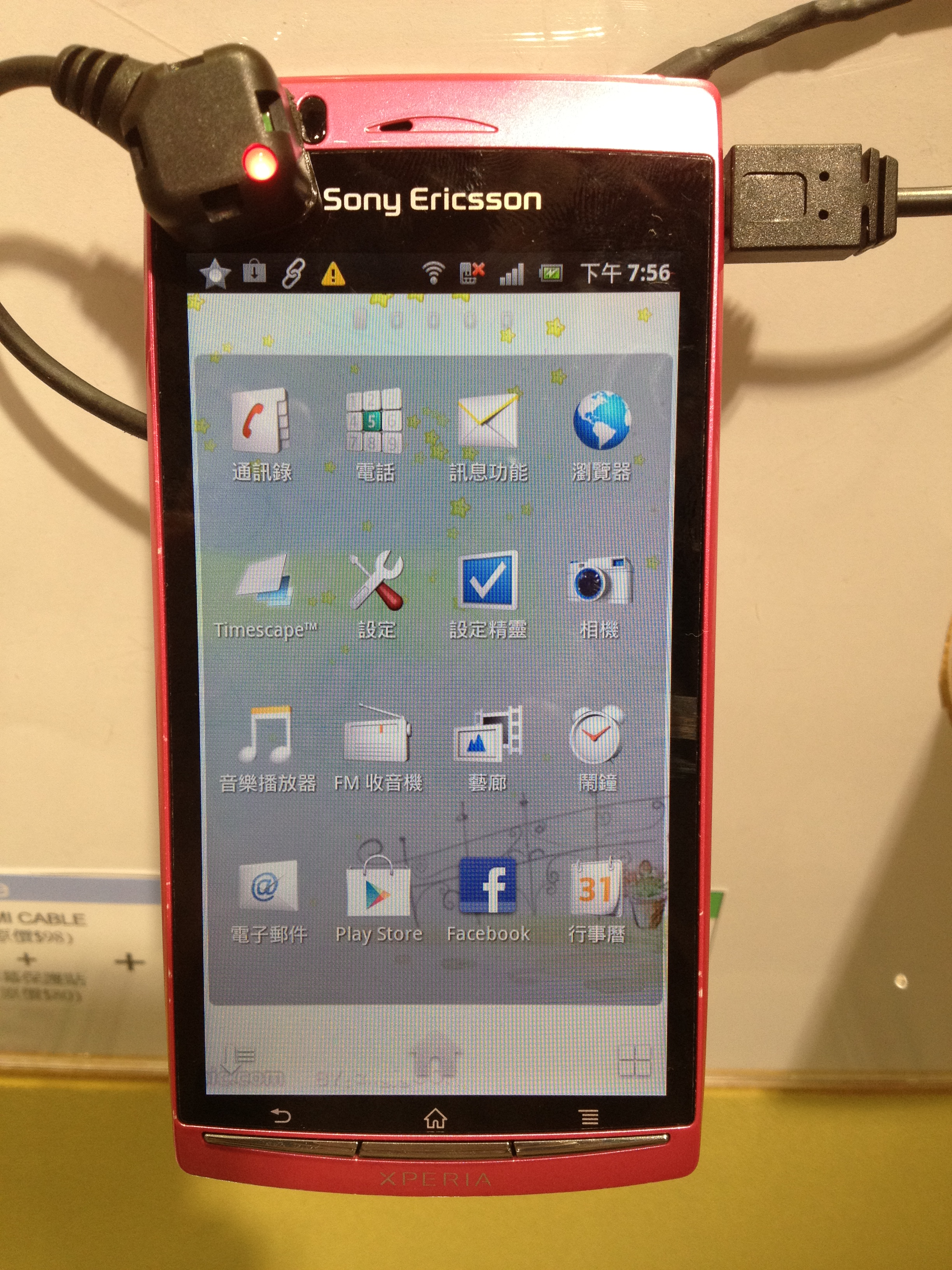
Sony Ericsson Xperia arc S.

Em 2011, a Sony Ericsson anuncia o seu novo smartphone, o temível Xperia arc S.
O LT18a, mais conhecido como Xperia arc S, é um smartphone avançado, com sistema operacional Android 2.3 Gingerbread, com atualização para o Android 4.0 Ice Cream Sandwich. O aparelho possui características de topo de linha. Conta com uma câmera potente de 8.1 megapixels com flash de led, capacidade para a captura de fotos panorâmicas em 3D, e possui o sensor de imagem para celular Exmor R, que proporciona imagens mais nitidas, mesmo com pouca luminosidade, além disso, o aparelho também tem a capacidade de transformar imagens 2D em 3D. Possui um processador single-core Snapdragon de 1.4 GHz de potência, que ainda dá trabalho para aparelhos topo de linha atuais, e se mostrou mais veloz do que o quad-core do Samsung Galaxy SIII, o topo de linha da Samsung. Possui uma tela Reality Display de 4.2 polegadas com a tecnolologia Mobile BRAVIA Engine exclusiva da Sony, que proporciona mais qualidade na visualização de imagens, resolução de 854 x 480 pixels, 233 ppi e 16 milhões de cores. O aparelho possui também, 2 microfones, para melhor captação de áudio e redução de ruidos na chamada, e outras características de aparelhos topo de linha.
O Xperia arc S foi considerado como "o melhor celular com câmera do mundo" pelo EISA Awards (edição 2011/2012)

## Volta do nome Sony
Após a Sony comprar a parte da Ericsson, o nome utilizado voltou a ser Sony com a continuação do lançamento de novos produtos da linha Xperia.